# Charles Neider
Charles Neider, född 18 januari 1915 i Odessa, Kejsardömet Ryssland, död 4 juli 2001 i Princeton, New Jersey, USA, var en amerikansk författare som även utgav antologier om författaren Mark Twain.

## Biografi
Neider föddes 1915 i Odessa, som då var en del av Kejsardömet Ryssland, men flyttade som femåring tillsammans med familjen till Richmond, Virginia i USA. Senare flyttade Neider till New York och studerade vid City College.  Han redigerade verk av Mark Twain, Robert Louis Stevenson, Washington Irving och Leo Tolstoj samt skrev essäer om den den naturliga världen. 1959 utkom The autobiography of Mark Twain, som Modern Library 1999 utsåg till en av de 100 bästa faktaböckerna som skrivits på engelska språket och som utgivits under 1900-talet.
Neider skrev romanen The authentic death of Hendry Jones (Så dog Hendry Jones). Den byggde på Billy the Kids liv. Boken utgavs 1956 och blev 1961 filmatiserad som One-Eyed Jacks (Revansch) med Marlon Brando som regissör och huvudrollsinnehavare.
Åren 1969–1977 besöker Neider Antarktis vid tre tillfällen och han ansåg sig vara den första humanisten som besökte denna kontinent. Resorna beskrev han i faktaböckerna Edge of the World: Ross Island, Antarctica och Beyond Cape Horn: Travels in the Antarctic men erfarenheterna gav även inspiration till romanen Overflight, som handlade om en helikopterkrasch.
Neider var gift med Joan Merrick och de hade dottern Susan Neider.

### Romaner (urval)
- The authentic death of Hendry Jones 1956 (Så dog Hendry Jones, 1977, översättning Sonja Melinder, En kvartalsbok från Wennerbergs Förlag)
- Overflight 1986